# Formula della frazione continua di Eulero
Nella teoria analitica delle frazioni continue generalizzate, la formula della frazione continua di Eulero è un'identità che mette in connessione una generica serie molto generale con una frazione continua. Pubblicata per la prima volta nel 1748, fu inizialmente considerata come una semplice identità per mettere in connessione una somma finita con una frazione continua finita in modo tale che l'estensione al caso infinito fosse immediatamente evidente. Oggi è maggiormente apprezzata come strumento utile ad affrontare analiticamente il problema generale della convergenza per le frazioni continue infinite con elementi complessi.

## La formula originale
Eulero derivò la formula mettendo in connessione una somma finita di prodotti con una frazione continua finita.
{\displaystyle a_{0}+a_{0}a_{1}+a_{0}a_{1}a_{2}+\cdots +a_{0}a_{1}a_{2}\cdots a_{n}={\cfrac {a_{0}}{1-{\cfrac {a_{1}}{1+a_{1}-{\cfrac {a_{2}}{1+a_{2}-{\cfrac {\ddots }{\ddots {\cfrac {a_{n-1}}{1+a_{n-1}-{\cfrac {a_{n}}{1+a_{n}}}}}}}}}}}}}\,}
L'identità può essere dimostrata facilmente per induzione su n e, perciò, è applicabile al limite: se l'espressione a sinistra iviene estesa per rappresentare una serie convergente, allora anche l'espressione a destra può essere estesa per rappresentare una frazione continua infinita convergente.

## Formula di Eulero
Se ri sono numericomplessi e x è definito da
{\displaystyle x=1+\sum _{i=1}^{\infty }r_{1}r_{2}\cdots r_{i}=1+\sum _{i=1}^{\infty }\left(\prod _{j=1}^{i}r_{j}\right)\,,}
allora questa uguaglianza può essere provata per induzione
{\displaystyle x={\cfrac {1}{1-{\cfrac {r_{1}}{1+r_{1}-{\cfrac {r_{2}}{1+r_{2}-{\cfrac {r_{3}}{1+r_{3}-\ddots }}}}}}}}\,}.
dove l'uguaglianza deve essere intesa come equivalenza, nel senso che l'n-esimo convergente (cioè l'n-esima frazione continua finita ottenuta troncando la frazione continua infinita dopo n iterazioni) di ciascuna frazione continua è uguale all'n-esima somma parziale della serie scritta sopra. Quindi, se tale serie è convergente – o uniformemente convergente, quando gli ri sono funzioni di qualche variabile complessa z – allora anche le frazioni continue finite convergono o convergono uniformemente.

## Dimostrazione
L'espressione {\displaystyle a_{0}+a_{0}a_{1}+a_{0}a_{1}a_{2}+a_{0}a_{1}a_{2}a_{3}} può essere riscritta sotto forma di una frazione continua.
{\displaystyle {\begin{aligned}a_{0}+a_{0}a_{1}+a_{0}a_{1}a_{2}+a_{0}a_{1}a_{2}a_{3}&=a_{0}(a_{1}(a_{2}(a_{3}+1)+1)+1)\\[8pt]&={\cfrac {a_{0}}{\cfrac {1}{a_{1}(a_{2}(a_{3}+1)+1)+1}}}\\[8pt]&={\cfrac {a_{0}}{{\cfrac {a_{1}(a_{2}(a_{3}+1)+1)+1}{a_{1}(a_{2}(a_{3}+1)+1)+1}}-{\cfrac {a_{1}(a_{2}(a_{3}+1)+1)}{a_{1}(a_{2}(a_{3}+1)+1)+1}}}}={\cfrac {a_{0}}{1-{\cfrac {a_{1}(a_{2}(a_{3}+1)+1)}{a_{1}(a_{2}(a_{3}+1)+1)+1}}}}\\[8pt]&={\cfrac {a_{0}}{1-{\cfrac {a_{1}}{\cfrac {a_{1}(a_{2}(a_{3}+1)+1)+1}{a_{2}(a_{3}+1)+1}}}}}\\[8pt]&={\cfrac {a_{0}}{1-{\cfrac {a_{1}}{{\cfrac {a_{1}(a_{2}(a_{3}+1)+1)}{a_{2}(a_{3}+1)+1}}+{\cfrac {a_{2}(a_{3}+1)+1}{a_{2}(a_{3}+1)+1}}-{\cfrac {a_{2}(a_{3}+1)}{a_{2}(a_{3}+1)+1}}}}}}={\cfrac {a_{0}}{1-{\cfrac {a_{1}}{1+a_{1}-{\cfrac {a_{2}(a_{3}+1)}{a_{2}(a_{3}+1)+1}}}}}}\\[8pt]&={\cfrac {a_{0}}{1-{\cfrac {a_{1}}{1+a_{1}-{\cfrac {a_{2}}{\cfrac {a_{2}(a_{3}+1)+1}{a_{3}+1}}}}}}}\\[8pt]&={\cfrac {a_{0}}{1-{\cfrac {a_{1}}{1+a_{1}-{\cfrac {a_{2}}{{\cfrac {a_{2}(a_{3}+1)}{a_{3}+1}}+{\cfrac {a_{3}+1}{a_{3}+1}}-{\cfrac {a_{3}}{a_{3}+1}}}}}}}}={\cfrac {a_{0}}{1-{\cfrac {a_{1}}{1+a_{1}-{\cfrac {a_{2}}{1+a_{2}-{\cfrac {a_{3}}{1+a_{3}}}}}}}}}\end{aligned}}}
Ciò può essere applicato ad una sequenza di qualsiasi lunghezza e, perciò, si può applicare anche nel caso infinito.

## Esempi

### La funzione esponenziale
La funzione esponenziale ez è una funzione intera esprimibile come serie di potenze che converge uniformemente su ogni dominio limitato nel piano complesso.
{\displaystyle e^{z}=1+\sum _{n=1}^{\infty }{\frac {z^{n}}{n!}}=1+\sum _{n=1}^{\infty }\left(\prod _{j=1}^{n}{\frac {z}{j}}\right)\,}
L'applicazione della formula della frazione continua di Eulero è semplice:
{\displaystyle e^{z}={\cfrac {1}{1-{\cfrac {z}{1+z-{\cfrac {{\frac {1}{2}}z}{1+{\frac {1}{2}}z-{\cfrac {{\frac {1}{3}}z}{1+{\frac {1}{3}}z-{\cfrac {{\frac {1}{4}}z}{1+{\frac {1}{4}}z-\ddots }}}}}}}}}}.\,}
Applicando una trasformazione equivalente che consiste nel semplificare le frazioni, l'espressione in questo esempio si semplifica ulteriormente
{\displaystyle e^{z}={\cfrac {1}{1-{\cfrac {z}{1+z-{\cfrac {z}{2+z-{\cfrac {2z}{3+z-{\cfrac {3z}{4+z-\ddots }}}}}}}}}}\,}
dopo di che, certamente questa frazione continua converge uniformemente su ogni dominio limitato nel piano complesso perché è equivalente alle serie di potenze per ez.

### Il logaritmo naturale
The Serie di Taylor per il ramo principale della funzione logaritmo naturale in un intorno di z = 1 è nota:
{\displaystyle \log(1+z)=z-{\frac {z^{2}}{2}}+{\frac {z^{3}}{3}}-{\frac {z^{4}}{4}}+\cdots =\sum _{n=1}^{\infty }{\frac {(-1)^{n+1}z^{n}}{n}}.\,}
Questa serie converge quando |z| < 1 e può essere espressa anche come una somma di prodotti:
{\displaystyle \log(1+z)=z+(z)\left({\frac {-z}{2}}\right)+(z)\left({\frac {-z}{2}}\right)\left({\frac {-2z}{3}}\right)+(z)\left({\frac {-z}{2}}\right)\left({\frac {-2z}{3}}\right)\left({\frac {-3z}{4}}\right)+\cdots }
Applicando la formula della frazione continua di Eulero a questa espressione si ha
{\displaystyle \log(1+z)={\cfrac {z}{1-{\cfrac {\frac {-z}{2}}{1+{\frac {-z}{2}}-{\cfrac {\frac {-2z}{3}}{1+{\frac {-2z}{3}}-{\cfrac {\frac {-3z}{4}}{1+{\frac {-3z}{4}}-\ddots }}}}}}}}}
ed applicando poi una trasformazione equivalente per semplificare tutte le frazioni risulta
{\displaystyle \log(1+z)={\cfrac {z}{1+{\cfrac {z}{2-z+{\cfrac {2^{2}z}{3-2z+{\cfrac {3^{2}z}{4-3z+\ddots }}}}}}}}}
Questa frazione continua converge quando |z| < 1 poiché è equivalente alla serie da cui è stata ottenuta.

### Le funzioni trigonometriche
La serie di Taylor della funzione seno converge sull'intero piano complesso e può essere espressa come somma di prodotti.
{\displaystyle {\begin{aligned}\sin x=\sum _{n=0}^{\infty }{\frac {(-1)^{n}}{(2n+1)!}}x^{2n+1}&=x-{\frac {x^{3}}{3!}}+{\frac {x^{5}}{5!}}-{\frac {x^{7}}{7!}}+{\frac {x^{9}}{9!}}-\cdots \\[8pt]&=x+(x)\left({\frac {-x^{2}}{2\cdot 3}}\right)+(x)\left({\frac {-x^{2}}{2\cdot 3}}\right)\left({\frac {-x^{2}}{4\cdot 5}}\right)+(x)\left({\frac {-x^{2}}{2\cdot 3}}\right)\left({\frac {-x^{2}}{4\cdot 5}}\right)\left({\frac {-x^{2}}{6\cdot 7}}\right)+\cdots \end{aligned}}}
Si può applicare la Formula della frazione continua di Eulero
{\displaystyle {\cfrac {x}{1-{\cfrac {\frac {-x^{2}}{2\cdot 3}}{1+{\frac {-x^{2}}{2\cdot 3}}-{\cfrac {\frac {-x^{2}}{4\cdot 5}}{1+{\frac {-x^{2}}{4\cdot 5}}-{\cfrac {\frac {-x^{2}}{6\cdot 7}}{1+{\frac {-x^{2}}{6\cdot 7}}-\ddots }}}}}}}}}
Si può poi utilizzare una trasformazione equivalente per semplificare i denominatori:
{\displaystyle \sin x={\cfrac {x}{1+{\cfrac {x^{2}}{2\cdot 3-x^{2}+{\cfrac {2\cdot 3x^{2}}{4\cdot 5-x^{2}+{\cfrac {4\cdot 5x^{2}}{6\cdot 7-x^{2}+\ddots }}}}}}}}.}
Lo stesso ragionamento può essere applicato alla funzione coseno:
{\displaystyle {\begin{aligned}\cos x=\sum _{n=0}^{\infty }{\frac {(-1)^{n}}{(2n)!}}x^{2n}&=1-{\frac {x^{2}}{2!}}+{\frac {x^{4}}{4!}}-{\frac {x^{6}}{6!}}+{\frac {x^{8}}{8!}}-\cdots \\[8pt]&=1+{\frac {-x^{2}}{2}}+\left({\frac {-x^{2}}{2}}\right)\left({\frac {-x^{2}}{3\cdot 4}}\right)+\left({\frac {-x^{2}}{2}}\right)\left({\frac {-x^{2}}{3\cdot 4}}\right)\left({\frac {-x^{2}}{5\cdot 6}}\right)+\cdots \\[8pt]&={\cfrac {1}{1-{\cfrac {\frac {-x^{2}}{2}}{1+{\frac {-x^{2}}{2}}-{\cfrac {\frac {-x^{2}}{3\cdot 4}}{1+{\frac {-x^{2}}{3\cdot 4}}-{\cfrac {\frac {-x^{2}}{5\cdot 6}}{1+{\frac {-x^{2}}{5\cdot 6}}-\ddots }}}}}}}}\end{aligned}}}
da cui
{\displaystyle \cos x={\cfrac {1}{1+{\cfrac {x^{2}}{2-x^{2}+{\cfrac {2x^{2}}{3\cdot 4-x^{2}+{\cfrac {3\cdot 4x^{2}}{5\cdot 6-x^{2}+\ddots }}}}}}}}.}

#### Le funzioni trigonometriche inverse
Le funzioni trigonometriche inverse possono essere rappresentate come frazioni continue.
{\displaystyle {\begin{aligned}\sin ^{-1}x=\sum _{n=0}^{\infty }{\frac {(2n-1)!!}{(2n)!!}}\cdot {\frac {x^{2n+1}}{2n+1}}&=x+\left({\frac {1}{2}}\right){\frac {x^{3}}{3}}+\left({\frac {1\cdot 3}{2\cdot 4}}\right){\frac {x^{5}}{5}}+\left({\frac {1\cdot 3\cdot 5}{2\cdot 4\cdot 6}}\right){\frac {x^{7}}{7}}+\cdots \\[8pt]&=x+x\left({\frac {x^{2}}{2\cdot 3}}\right)+x\left({\frac {x^{2}}{2\cdot 3}}\right)\left({\frac {(3x)^{2}}{4\cdot 5}}\right)+x\left({\frac {x^{2}}{2\cdot 3}}\right)\left({\frac {(3x)^{2}}{4\cdot 5}}\right)\left({\frac {(5x)^{2}}{6\cdot 7}}\right)+\cdots \\[8pt]&={\cfrac {x}{1-{\cfrac {\frac {x^{2}}{2\cdot 3}}{1+{\frac {x^{2}}{2\cdot 3}}-{\cfrac {\frac {(3x)^{2}}{4\cdot 5}}{1+{\frac {(3x)^{2}}{4\cdot 5}}-{\cfrac {\frac {(5x)^{2}}{6\cdot 7}}{1+{\frac {(5x)^{2}}{6\cdot 7}}-\ddots }}}}}}}}\end{aligned}}}
Con una trasformazione equivalente si ottiene
{\displaystyle \sin ^{-1}x={\cfrac {x}{1-{\cfrac {x^{2}}{2\cdot 3+x^{2}-{\cfrac {2\cdot 3(3x)^{2}}{4\cdot 5+(3x)^{2}-{\cfrac {4\cdot 5(5x^{2})}{6\cdot 7+(5x^{2})-\ddots }}}}}}}}.}
La frazione continua per la funzione arcotangente è semplice:
{\displaystyle {\begin{aligned}\tan ^{-1}x=\sum _{n=0}^{\infty }(-1)^{n}{\frac {x^{2n+1}}{2n+1}}&=x-{\frac {x^{3}}{3}}+{\frac {x^{5}}{5}}-{\frac {x^{7}}{7}}+\cdots \\[8pt]&=x+x\left({\frac {-x^{2}}{3}}\right)+x\left({\frac {-x^{2}}{3}}\right)\left({\frac {-3x^{2}}{5}}\right)+x\left({\frac {-x^{2}}{3}}\right)\left({\frac {-3x^{2}}{5}}\right)\left({\frac {-5x^{2}}{7}}\right)+\cdots \\[8pt]&={\cfrac {x}{1-{\cfrac {\frac {-x^{2}}{3}}{1+{\frac {-x^{2}}{3}}-{\cfrac {\frac {-3x^{2}}{5}}{1+{\frac {-3x^{2}}{5}}-{\cfrac {\frac {-5x^{2}}{7}}{1+{\frac {-5x^{2}}{7}}-\ddots }}}}}}}}\\[8pt]&={\cfrac {x}{1+{\cfrac {x^{2}}{3-x^{2}+{\cfrac {(3x)^{2}}{5-3x^{2}+{\cfrac {(5x)^{2}}{7-5x^{2}+\ddots }}}}}}}}.\end{aligned}}}

### Una frazione continua per π
Possiamo utilizzare gli esempi precedenti coinvolgendo la funzione arcotangente per costruire una rappresentazione come frazione continua di π. Infatti, possiamo osservare che
{\displaystyle \tan ^{-1}(1)={\frac {\pi }{4}},}
Allora, ponendo x = 1 nel risultato precedente, otteniamo immediatamente
{\displaystyle \pi ={\cfrac {4}{1+{\cfrac {1^{2}}{2+{\cfrac {3^{2}}{2+{\cfrac {5^{2}}{2+{\cfrac {7^{2}}{2+\ddots }}}}}}}}}}.\,}

### Le funzioni iperboliche
Ricordando la relazione tra le funzioni iperboliche e le funzioni trigonometriche,
{\displaystyle \sin ix=i\sinh x}
{\displaystyle \cos ix=\cosh x,}
ed essendo  {\displaystyle i^{2}=-1,} si ricavano facilmente le seguenti frazioni continue da quelle scritte sopra:
{\displaystyle \sinh x={\cfrac {x}{1-{\cfrac {x^{2}}{2\cdot 3+x^{2}-{\cfrac {2\cdot 3x^{2}}{4\cdot 5+x^{2}-{\cfrac {4\cdot 5x^{2}}{6\cdot 7+x^{2}-\ddots }}}}}}}}}
{\displaystyle \cosh x={\cfrac {1}{1-{\cfrac {x^{2}}{2+x^{2}-{\cfrac {2x^{2}}{3\cdot 4+x^{2}-{\cfrac {3\cdot 4x^{2}}{5\cdot 6+x^{2}-\ddots }}}}}}}}.}

#### Le funzioni iperboliche inverse
Le funzioni iperboliche inverse sono correlate alle funzioni trigonometriche inverse in modo simile a come lo sono funzioni iperboliche e funzioni trigonometriche,
{\displaystyle \sin ^{-1}ix=i\sinh ^{-1}x}
{\displaystyle \tan ^{-1}ix=i\tanh ^{-1}x,}
e le seguenti frazioni continue sono facilmente ricavabili:
{\displaystyle \sinh ^{-1}x={\cfrac {x}{1+{\cfrac {x^{2}}{2\cdot 3-x^{2}+{\cfrac {2\cdot 3(3x)^{2}}{4\cdot 5-(3x)^{2}+{\cfrac {4\cdot 5(5x^{2})}{6\cdot 7-(5x^{2})+\ddots }}}}}}}}}
{\displaystyle \tanh ^{-1}x={\cfrac {x}{1-{\cfrac {x^{2}}{3+x^{2}-{\cfrac {(3x)^{2}}{5+3x^{2}-{\cfrac {(5x)^{2}}{7+5x^{2}-\ddots }}}}}}}}.}